# Bar Refaeli
Bar Rafaeli (Hod HaSharonm, Izrael, 1985. június 4. –) izraeli modell.

## Élete
Nagyszülei Olaszországból, Litvániából és Lengyelországból költöztek Izraelbe. Édesanyja korán meglátta a benne rejlő lehetőségeket, így már 8 hónaposan reklámokban szerepelt. 15 éves korában (2000) már komolyan modellkedett és kétszer is elnyerte az "Év modellje" díjat egy szépségversenyen. Feltűnt a francia Elle magazinban és a neves Sports Illustrated magazinban is, mint első izraeli modell.
A férfimagazinok is felfedezték maguknak, így kerülhetett többek között a GQ, Maxim és Arena címlapjaira, utóbbi 2008-ban a "A legszebb test" címmel jutalmazta.
A modellkedés mellett színésznőként is kipróbálja magát, 2005-ben szerepelt a Pick Up című tévésorozatban, ahol Noa Zuckermant játszotta, majd 2009-ben szerepet kapott a Session című filmben, melynek főszerepét fogja játszani.
Jótékonykodásra is marad ideje: önkéntesként segédkezett a Project Sunshine nonprofit szervezetnek, mely betegséggel született gyermekeken segít, és részt vett az Ahava nevű állatvédő szervezettel a 2006-os Izrael-Libanoni konfliktusban megsebesült állatok ápolásába.
2009 áprilisában Young Hollywood Award-sal tüntették ki.
2009 nyarán Guy Kushi és Yariv Fein egy másfél perces rövid filmett forgatott Tel-Aviv-ban a meztelen modellről, melyet az Izraeli Nemzeti Múzeumban (Israel National Museum of Science, Technology, and Space) bárki megtekinthet. A korhatáros tartalmak szempontjából kényes testrészeit persze lepedőkkel takargatva látható az alkotásban.

## Magánélet
2005-ben ismerte meg Leonardo DiCapriót, akivel 2011 májusáig együtt járt.